# Moko (kunstvoorwerp)

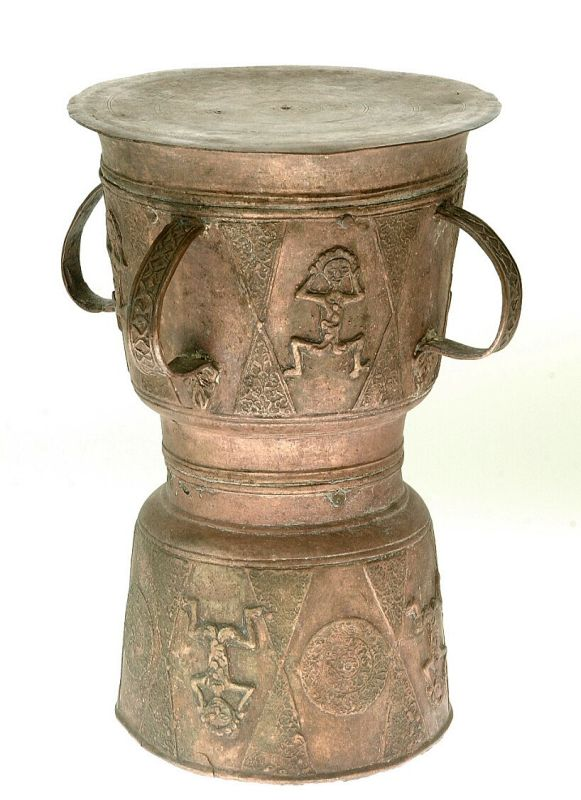
Moko uit Alor (voor 1919); 32,5 × 21 cm (Type II)

De Moko, ook Mokko genoemd, is een op de Soenda-eilanden voorkomend bronzen voorwerp, dat van de 17e tot begin 20e eeuw als betaalmiddel fungeerde. Een moko heeft een trommelvorm, en wordt ook moko drum genoemd. Mokos werden niet zozeer als muziekinstrument gebruikt, alswel als statussymbool en onderdeel van de bruidsschat. Kenmerkend zijn de vier hengsels op de bovenste helft. Mokos waren vooral op Alor, Solor en Pantar in gebruik, in mindere mate ook op Java, Bali, Flores en Timor.

## Achtergrond
Een moko is uit twee of drie gegoten delen bronswerk opgebouwd, versierd met dieren- en plantenmotieven. Het gewicht varieert van 3,5 tot 7 kg bij een lengte van 30 tot 70 cm. Ontwerp en ornamenten tonen gelijkenis met de bronzen trommels van de Dong Son cultuur(ca. 800 v. Chr.-200 n. Chr.) uit Vietnam. Er zijn ongeveer 20 Dong-Son trommels op de Zuidoost-Aziatische eilanden gevonden, onder andere op de Molukken, Timor en Nieuw-Guinea. In 2015 is op Oost-Timor een goed bewaard exemplaar van 80 kg opgegraven, met een geschatte ouderdom van 2000 jaar. De eerste moko’s op Alor en Pantar zijn volgens de lokale overleveringen eveneens in de grond begraven gevonden of door bovennatuurlijke wezens geschonken. Volgens deze zienswijze zouden moko‘s altijd op Alor en Pantar thuisgehoord hebben. Later werden moko's op de eilanden zelf vervaardigd. In de 19e eeuw brachten handelaars moko’s uit Java en uit de Qingdynastie mee naar de Alorarchipel.

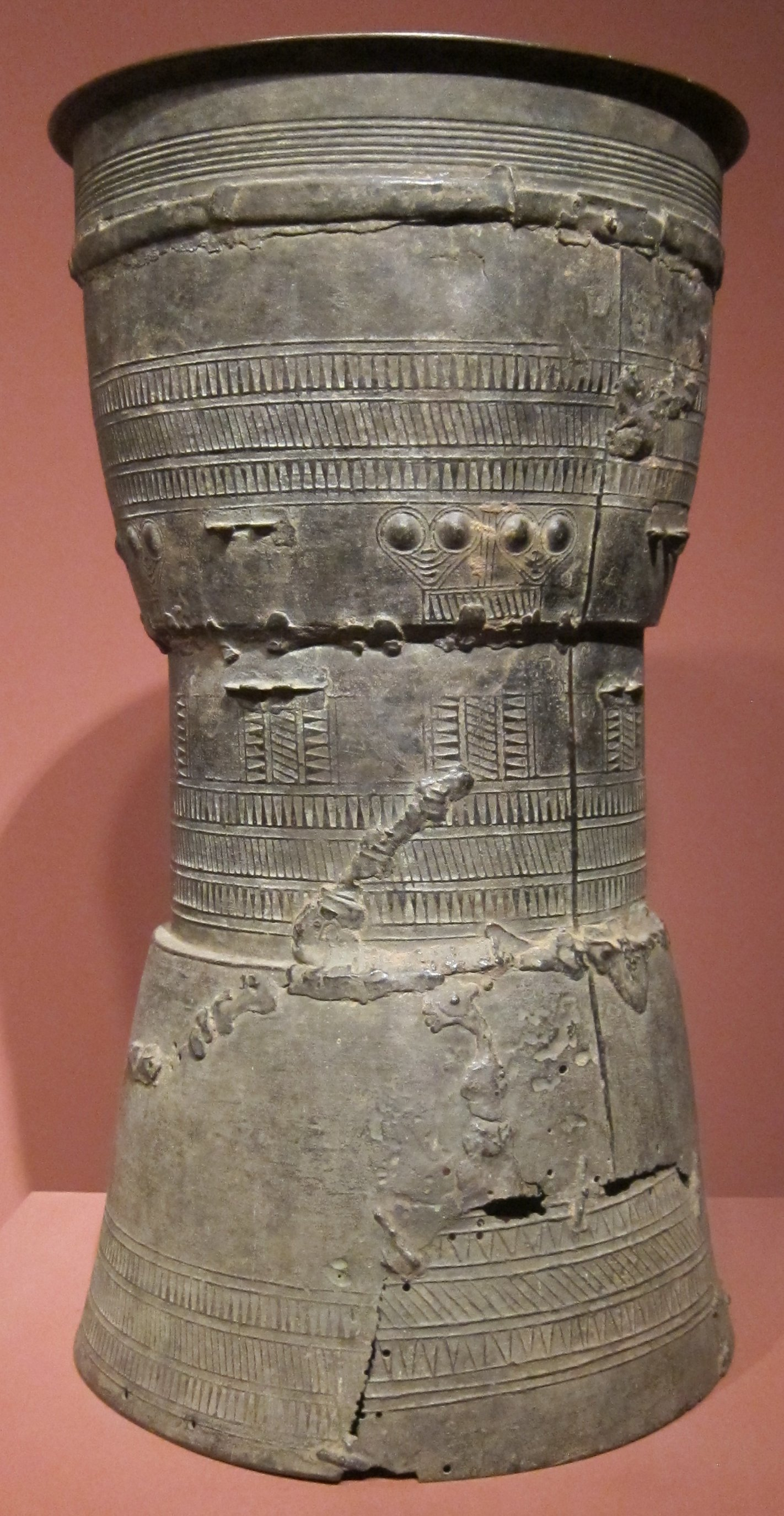
Die Mokko Pung is het belangrijkste type moko op Pantar. Op Alor zijn ze minder algemeen.

Op Alor fungeren moko‘s als bruidsschat (aloresisch: belis) die de bruidegom aan zijn schoonvader betaalt. Daarnaast werden ze tot in de jaren 20 van de twintigste eeuw gebruikt als ruilmiddel bij de koppensnellerij. Vrouwen werden in ruil voor moko’s als slavin verkocht; hierbij mochten de Alorezen en Pantaren zelf alleen als verkoper optreden. Zij konden een vrouw enkel als bruid kopen, waarbij ze hun sociale status toonden door de betaling in moko’s - moko's hadden meer dan een financiële waarde, het bezit ervan leverde naast de materiële waarde vooral sociaal prestige. Binnen de families en clans werden moko’s vererfd. Men geloofde met behulp van moko’s contact met de overleden vorige bezitters te kunnen opbouwen.
De waarde van een moko hangt van zowel het gewicht als de ouderdom en de pracht af. De waarde wordt bepaald door het aantal pijlen op een moko. Dit aantal kan enkel aan de hand van tekeningen op de moko bepaald worden. De kennis hiervoor is meestal beperkt tot enkele oude mensen. Daarnaast moet de naam van de moko bekend zijn. Een moko pung, die vooral op Pantar algemeen is, kan bijvoorbeeld een, twee, vijf of zeven pijlen hebben. Per pijl wordt een waarde gebruikt van een tot twee miljoen roepia (ca.100 euro).
Op  Bali wordt de moko meer als totem beschouwd en op sokkels en in tempels getoond. Op Adonara wordt het daarentegen als vruchtbaarheidssymbool gezien; voor de oogst worden ze tevoorschijn gehaald en offers aangeboden.  Op beide eilanden ziet men moko’s als heilig, en ze mogen niet zo maar aangeraakt worden. Moko's zouden niet alleen bezield zijn, maar kunnen zich ook zelfstandig verplaatsen.
Op Lembata worden moko's aan de vererfd, en maken ze deel uit van de voorouderverering. De vorige bezitter wordt geacht in de moko verder te leven. Daarom mag de moko de familie of clan ook niet verlaten.
De waarde van sommige zeldzame moko's liep aan het einde van de 19e eeuw op tot 1000 gulden. Volgens een officiële telling waren er op Alor circa 20.000 moko‘s. De moko ontwikkelde zich in Europa tot een gevraagd item voor verzamelaars. Met het verbod  op gebruik als betalingsmiddel door het Nederlandse koloniale bestuur in 1914 begon het koloniale bestuur van van Nederlands-Indië tegen een vergoeding van 5 à 6 gulden te confisqueren. Veel in beslag genomen moko‘s werden omgesmolten, waardoor de overgebleven exemplaren steeds zeldzamer werden en de waarde voor verzamelaars verder steeg. De vernietiging van de moko’s verliep niet erg gestructureerd, en ze mochten als deel van de bruidsschat gebruikt blijven worden. Tot op heden hebben moko’s een belangrijke rol bij de huwelijksplechtigheden in de Alor-archipel. Bij de Diang uit Midden-Pantar mag de moko bij een huwelijk niet door geld vervangen worden, zoals (volgens de adat) wel in het strafrecht toegestaan is. De mannelijke familieleden bepalen de huwelijkspartner van de bruid. De huwelijkspartner moet een moko hebben, die hij zich ook kan laten maken. Is dit niet het geval, dan kan de familie van de bruid later een huwbare kandidate van de bruidegomsfamilie eisen. Met de toenemende zeldzaamheid zijn de procedures rond de betalingen met moko’s veralgemeniseerd en vereenvoudigd. Naast de sociale status werd de bruidsschat bepaald door de bruidsschat die de moeder had opgeleverd, waardoor het aantal te betalen moko’s toenam. Mannen huwden hierdoor steeds later of helemaal niet meer. Tegenwoordig bestaat de bruidsschat wat moko's betreft nog uit één "moko male" en twee "moko pung" voor de vader van de bruid; de familie van de bruid daarentegen levert aan de ouders van de bruidegom een moko die een derde van de waarde van de twee moko pungs heeft. 
De Diang vervaardigen kleine houtsnijwerk moko's, die op speciale plaatsen als wegsplitsingen worden neergezet. Ze moeten de geesten en voorouders gunstig stemmen en ziekten voorkomen. Hiertoe werden deze minimoko’s over de huid van een zieke gewreven. De ziekte wordt vervolgens door de geesten uit de moko genomen.

## Indeling
Moko's worden in vier typen verdeeld:
Moko's van het type I hebben dezelfde ornamenten als de zogenaamde Maan van Pejang, een 180 cm hoge bronstrommel uit een tempel op het Balinese Pejang. Op de wand zijn menselijke gezichten met uitstekende neus, uitpuilende ogen en langgerekte oorlellen met muntvormige oorbellen. Op de trommel is een achtpuntige ster afgebeeld, samen met golfvormige gelusde lijnen, andere geometrische figuren en huizen. Dit type wordt aangetroffen op Bali, Alor, Flores en Adonara.
Moko's van het type II vindt men op Flores en Alor. De motieven op deze trommels hebben hun oorsprong van de oude tempels op Java en tonen figuren als van wajang bekend zijn, monsterhoofden (kala), bloemen en spiralen. Op grond van deze ornamenten worden de trommels „klassiek“ of „hindoe“ bezeichnet.
Het type III uit Flores en Alor toont Nederlandse en Engelse invloeden. De afbeeldingen tonen  onder andere grieks aandoende godenmotieven, leeuwen, kronen, druiventrossen en druivenbladeren.
Moko's van het type IV zijn afkomstig uit de tijd direct voor de Tweede Wereldoorlog. Hier zijn ingewikkelde versieringen te vinden, soms met menselijke of dierlijke lichamen, ander met florale elementen of geometrische motieven. Deze komen op Java, Alor en Flores voor.

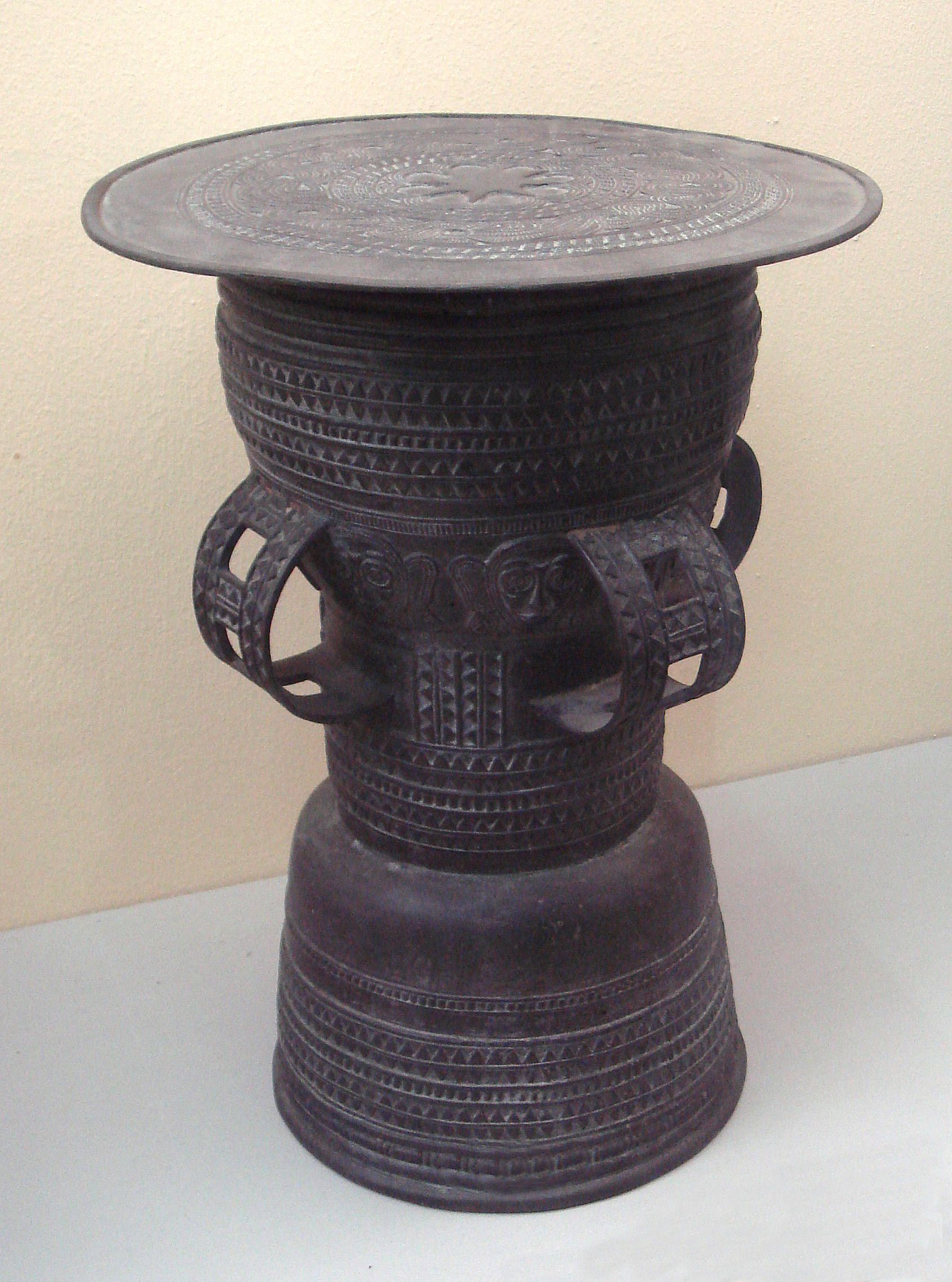
Type I
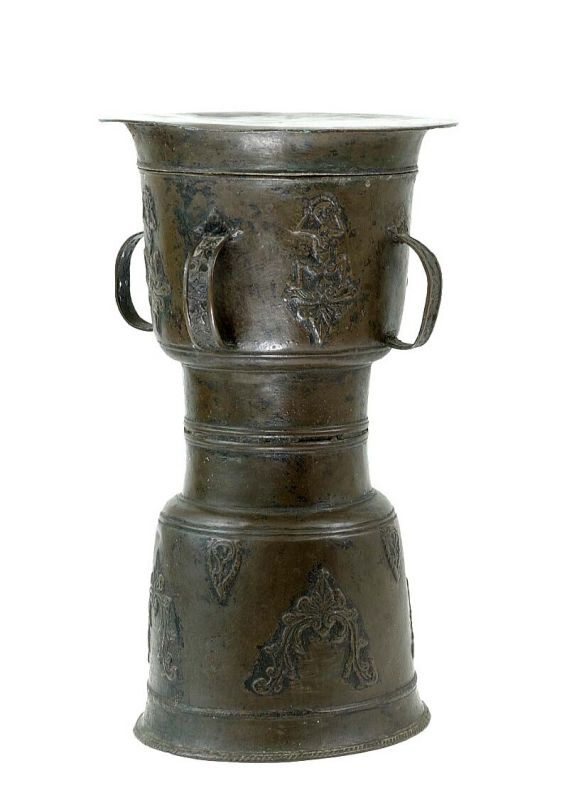
Type II
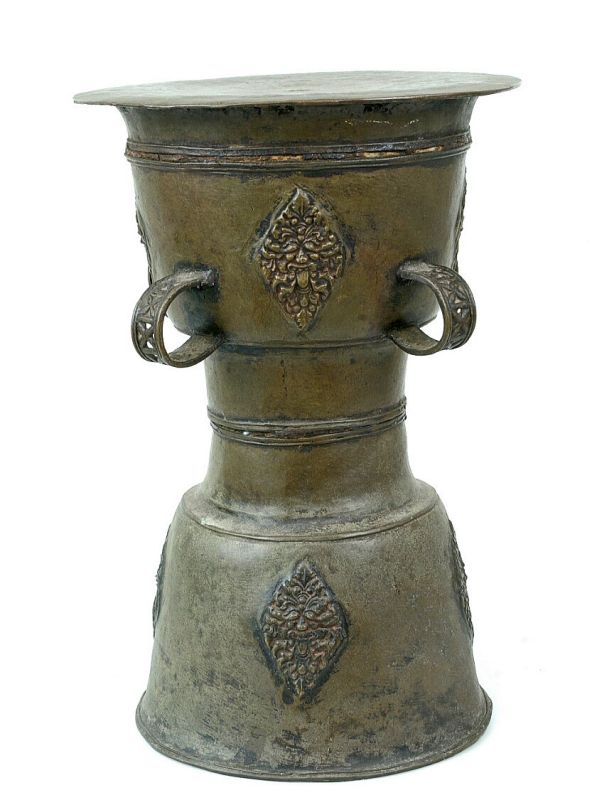
Type III
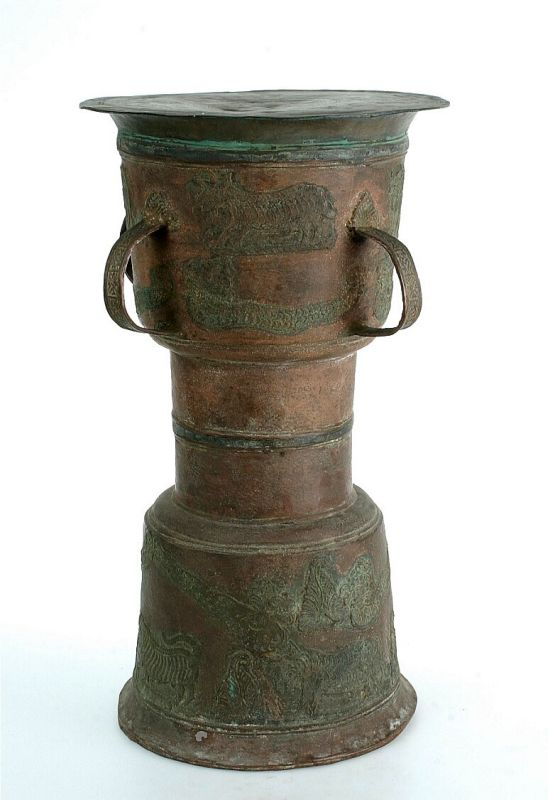
Type IV